# Мохешкалі – Читтагонг
Мохешкалі – Читтагонг – газопровід на південному сході Бангладеш, який сполучив термінал для імпорту ЗПГ Мохешкалі із газотранспортною системою країни.
У 2010-х роках на тлі зростаючого попиту у Бангладеш виник дефіцит природного газу, для покриття якого в 2018-му ввели в експлуатацію термінал ЗПГ Мохешкалі, розташований на крайньому південному сході країни. Для подачі регазифікованої продукції спорудили трубопровід довжиною 91 км та діаметром 750 мм до району Ановара (дещо південніше від Читтагонгу, на лівому березі річки Карнафулі), де він був сполучений із читтагонзьким газопровідним кільцем на ділянці діаметром 500 мм (кільце має змінний діаметр труб – 600 мм, 500 мм та 400 мм). На маршруті Мохешкалі – Ановара за допомогою методу спрямованого горизонтального буріння облаштували чотири переходи під річками Кохелі, Узаніта, Матамухурі та Сангду загальною довжиною понад 1,6 км. Газопровід розрахований на роботу під тиском 6,9 МПа та має пропускну здатність у 14 млн м3 на добу.
Восени 2018-го стала до ладу ще одна ділянка довжиною 28 км від Ановари до Фауздархату на північно-західній околиці Читтагонгу, яка включає виконаний методом спрямованого горизонтального буріння перехід під Карнафулі довжиною 1,2 км. Ця ділянка була виконана в більшому діаметрі труб – 1050 мм, а тому при такому ж робочому тиску 6,9 МПа має пропускну здатність у 28 млн м3. Це дозволило передавати регазифікований ресурс до газопроводу Читтагонг – Бахрабад, який забезпечує його транспортування до центральної частини країни (у 1980-х роках цей трубопровід був споруджений для подачі блакитного палива до Читтагонгу, проте після появи терміналу Мохешкалі буде використовуватись у реверсному режимі). При цьому у першій половині 2020-х планується підсилити напрямок Читтагонг – Бахрабад другою ниткою.
Вже 2019 року потужність терміналу Мохешкалі збільшили вдвічі, довівши її до 28 млн м3 на добу. Певний час використовувати його на повну потужність було неможливо, оскільки затримувалось будівництво другої нитки Мохешкалі – Ановара, яка, втім, стала до ладу у лютому 2020-го. Вона має довжину 86 км та виконана в діаметрі 1050 мм. На маршруті другої нитки методом спрямованого горизонтального буріння облаштували 7 переходів. Таким чином, евакуація регазифікованого блакитного палива здійснюється до Ановари по двом ниткам діаметрами 750 мм та 1050 мм. У Ановарі ресурс передається до читтагонзького газопровідного кільця та перемички діаметром 1050 мм, яка виводить до газопроводу Читтагонг – Бахрабад (має одну нитку діаметром 600 мм та повинен бути підсилений другою ниткою діаметром 900 мм).